# Martin Blasick
Martin „Marty“ Blasick (* in Jackson, Madison County, Tennessee) ist ein US-amerikanischer Filmkomponist, Musikproduzent, Songwriter, Musiker, Sänger und Schauspieler.

## Leben
Blasick stammt aus Jackson in Tennessee. Er ist mit der Schauspielerin Natasha Blasick verheiratet. Seit 1988 arbeitet er als Musikproduzent, seit 1990 tritt er regelmäßig als Komponist für Filmmusik in Erscheinung. Seit 2009 übernimmt er immer wieder Nebenrollen in Episodenrollen oder Spielfilmen und Kurzfilmen, meistens an der Seite seiner Frau. Seit 2010 veröffentlicht er in seinem eigenen Musiklabel von ihm komponierte und eingesungene Lieder. Bisher erschienen vier Studioalben.

## Filmografie

### Kompositionen
- 1990: Denial
- 1991: Iron Maze – Im Netz der Leidenschaft (Iron Maze)
- 1991: Houdini & Company – Der Geist des Magiers (The Linguini Incident)
- 1992: Die Clique von Beverly Hills (When the Party's Over)
- 1992: Ein Cop sieht rot (Nails) (Fernsehfilm)
- 1993: Loaded Weapon 1 (National Lampoon’s Loaded Weapon 1)
- 1993: Der Tod kommt auf vier Pfoten (Man's Best Friend)
- 1995: Now and Then – Damals und heute (Now and Then)
- 1996: Wer ist Mr. Cutty? (The Associate)
- 1997: Es lebt! (Habitat)
- 1998: Broken Vessels
- 1998: Clay Pigeons – Lebende Ziele (Clay Pigeons)
- 1999: Party of Five (Fernsehserie)
- 1999: Knocked Out – Eine schlagkräftige Freundschaft (Play It to the Bone)
- 2000: Teuflisch (Bedazzled)
- 2002: Kung Pow: Enter the Fist
- 2002: Duty Dating
- 2002: Undercover Brother
- 2002: Der Super-Guru (The Guru)
- 2002: Last Words
- 2003: Ein Schlitzohr namens Santa Claus (Stealing Christmas) (Fernsehfilm)
- 2004: Never Die Alone
- 2004: Bekenntnisse einer Highschool-Diva (Confessions of a Teenage Drama Queen)
- 2004: Plötzlich Prinzessin 2 (The Princess Diaries 2: Royal Engagement)
- 2004: Kinsey – Die Wahrheit über Sex (Kinsey)
- 2004: Ocean’s 12 (Ocean’s Twelve)
- 2004: Giggles (Fernsehserie)
- 2005: Mord und Margaritas (The Matador)
- 2005: Blood + Kisses
- 2005: Santa’s Slay – Blutige Weihnachten (Santa’s Slay)
- 2005: Movie Man Ass (Kurzfilm)
- 2006: Keeping Up with the Steins
- 2006: 10 Items or Less – Du bist wen du triffst (10 Items or Less)
- 2006: The Half Life of Timofey Berezin
- 2006: Los Tamales (Kurzfilm)
- 2007: Captivity
- 2007: Ocean’s 13 (Ocean’s Thirteen)
- 2007: Kyle XY (Fernsehserie)
- 2007: Alice Upside Down
- 2007: Weihnachten in Handschellen (Holiday in Handcuffs) (Fernsehfilm)
- 2008: Vice
- 2009: Fat Head (Fernsehdokumentation)
- 2009: Army Wives (Fernsehserie)
- 2009: I, Creator
- 2010: Hollywood Struggles Starring the Brentwood Girls (Kurzfilm)
- 2011: Notes from the New World
- 2011: Hung – Um Längen besser (Hung) (Fernsehserie)
- 2012: Magic Mike
- 2013: The Newsroom (Fernsehserie)
- 2014: Dorner: Manifesto for Murder
- 2015: The Martial Arts Kid
- 2015: Once Upon a Time: The Rock Opera
- 2015: Natasha Zero Zero (Mini-Fernsehserie)
- 2016: The Sex Trip
- 2018: Paying Mr. McGetty
- 2018: Father and Father (Kurzfilm)
- 2018: Because Beautiful (Kurzfilm)
- 2019: A Conversation (Kurzfilm)
- 2019: Epilogue (Kurzfilm)
- 2020: Shark Tank (Fernsehserie)

### Musikproduktion
- 1988: Zebo, der Dritte aus der Sternenmitte (Earth Girls Are Easy)
- 1991: Houdini & Company – Der Geist des Magiers (The Linguini Incident)
- 1993: Der Tod kommt auf vier Pfoten (Man's Best Friend)
- 1995: Die Grasharfe
- 1996: The Jungle Book (Videospiel)
- 2000: Teuflisch (Bedazzled)
- 2001: Plötzlich Prinzessin (The Princess Diaries)
- 2002: The 4th Tenor
- 2002: BalanceBall Fitness: Beginner’s Workout
- 2003: The Girl Next Door (Kurzfilm)
- 2005: Chastity
- 2009: Fat Head (Fernsehdokumentation)
- 2010: Hollywood Struggles Starring the Brentwood Girls (Kurzfilm)
- 2017: Vape Warz (Fernsehfilm)
- 2017: The Onion Boy (Kurzfilm)
- 2019: Waiting Room Films LA (Fernsehserie)

### Schauspiel
- 2009: Love Hurts
- 2010: Hollywood Struggles Starring the Brentwood Girls (Kurzfilm, Erzähler)
- 2013: The Newsroom (Fernsehserie, Episode 2x03)
- 2014: Dorner: Manifesto for Murder
- 2014: The Color of Your Skin (Kurzfilm)
- 2015: Natasha Zero Zero (Mini-Fernsehserie, 2 Episoden)
- 2017: Vape Warz (Fernsehfilm)
- 2017: Dead Ant
- 2018: Paying Mr. McGetty
- 2018: Life for Cash Promo Video Trailer (Kurzfilm)
- 2020: Marvel’s Agents of S.H.I.E.L.D. (Fernsehserie, Episode 7x01)

## Diskografie
Alben
- 2010: It's Already Started (Eigenvertrieb, Erstveröffentlichung 2010)
- 2010: Mother Mine (Eigenvertrieb, Erstveröffentlichung 2010)
- 2010: Happy Holidays (Eigenvertrieb, Erstveröffentlichung 2010)
- 2011: Snapeheart: A Wizard Rock Spectacular (Eigenvertrieb, Erstveröffentlichung 2011)